# Traité de Polanów

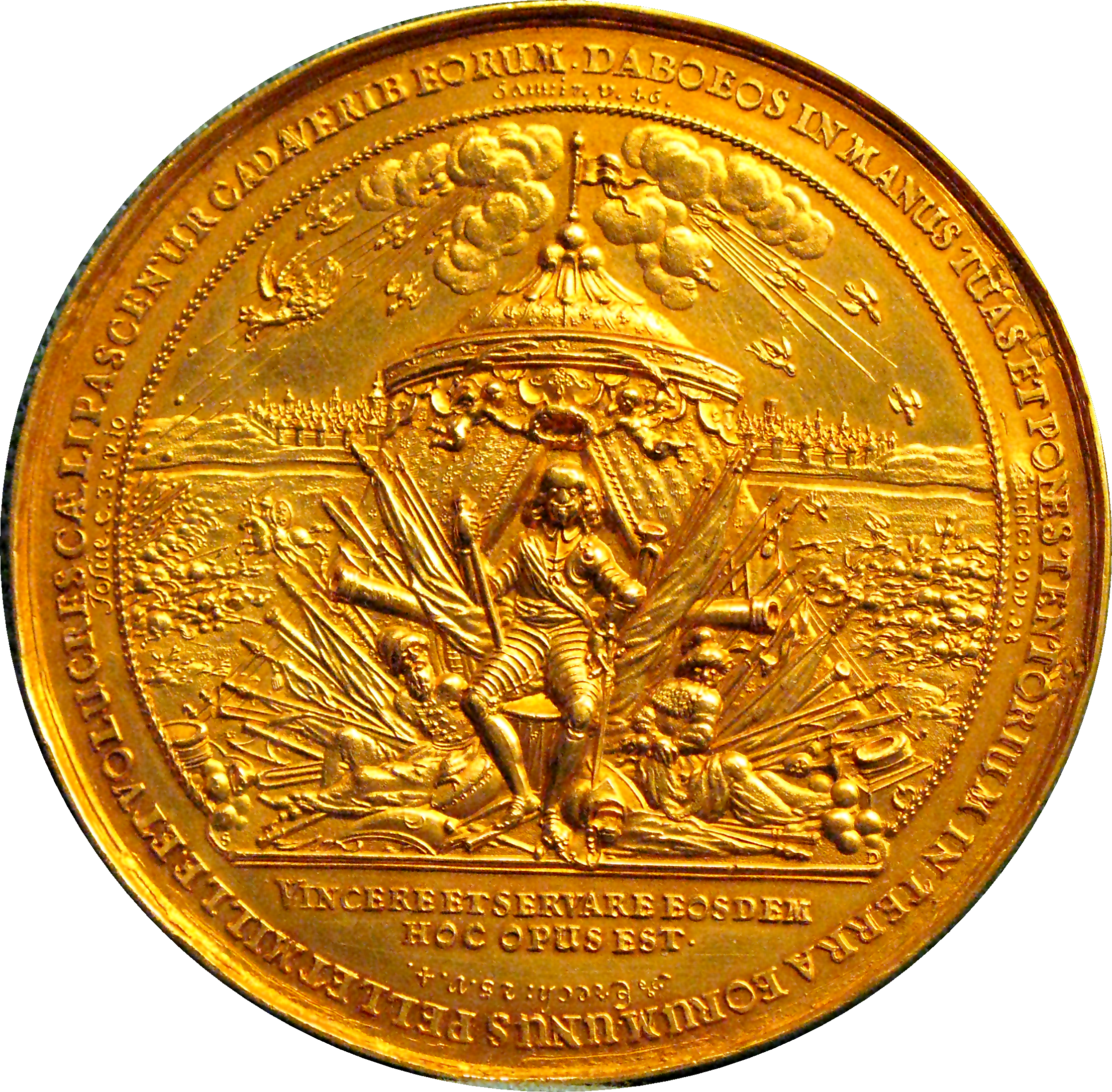
Pièce commémorant la victoire polonaise.

Le traité de Polanów (Polyanov, Polanov, Polanowo) ou traité de Paix éternelle est un traité de paix entre l'Union de Pologne-Lituanie et la Russie, signé le 14 juin 1634, conséquence de la guerre de Smolensk, dans le village de Semliovo (ru), situé sur la rivière Polianovka (ru), d’où le nom du traité, entre Viazma et Dorogobouj.
Le traité de paix confirme le statu quo ante bellum conclu par le traité de Deoulino de 1619 avec une lourde indemnité de guerre pour la Moscovie (20 000 roubles en or) en contrepartie du renoncement de Władysław IV Waza au trône de Russie.
Ce traité termine une suite de guerre incessantes entre l'Union de Pologne-Lituanie et ses voisins depuis le début du XVIIe siècle. Les quatorze années de paix qui suivent furent la période la plus prospère de son histoire.

## Sources
- Jerzy Jan Lerski, Historical dictionary of Poland, 966-1945, Greenwood Publishing Group, 1996, 750 p. (ISBN 978-0-313-26007-0, présentation en ligne)